# ムーレイ・アル＝ラシード
ムーレイ・アル＝ラシード（アラビア語: مولاي الرشيد　
, 1631年 - 1672年4月9日）は、モロッコのスルターン（在位：1666年 - 1672年）。アラウィー朝の始祖ムーレイ・シャリーフの息子で、同朝では3代目。1635年、ムーレイ・シャリーフは長男のムハンマド・イブン・シャリーフにスルタン位を譲った。ムーレイ・シャリーフの崩御後ムハンマドがタフィラルト、ドラア川、アラウィー朝支配下のサハラ地域を継承したが、兄弟間の抗争の末に1664年ムーレイ・アル＝ラシードの軍がムハンマドを殺害し、アル＝ラシードがスルタンとなった。
当初のアル＝ラシードの領土や軍隊は弱小であったが、次第に力を伸ばしてタザを制圧し、次いで1666年にフェズに侵攻、北モロッコを支配していたディーラーイー教団を追放した。モロッコの北海岸を支配下に置いたのち、1669年にはマラケシュも征服した。スースやアンティアトラス山脈も征服され、アル＝ラシードのもとでアラウィー朝によるモロッコ統一が完成した。
1672年、アル＝ラシードは落馬がもとでマラケシュで崩御し、異母弟のムーレイ・イスマーイールが継承した。
英語圏では、アル・ラシードはタフィレッタ（英語: Tafiletta）の通称で呼ばれることもある。